# Åbo Akademi

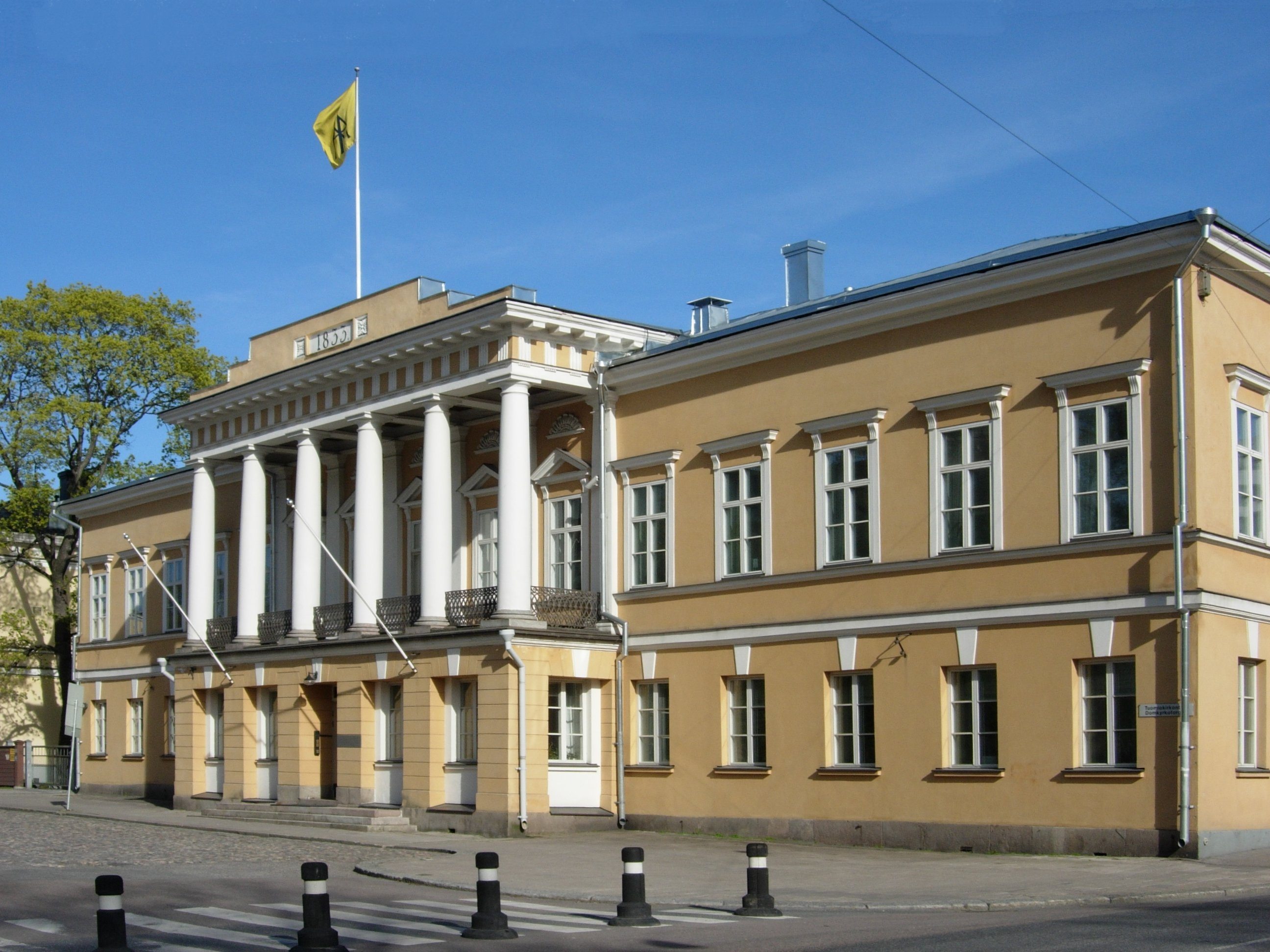
Główny budynek Åbo Akademi.

Åbo Akademi – szwedzkojęzyczny uniwersytet w Turku w Finlandii. Został założony w 1918 r. Znajdował się do 1981 r. w rękach prywatnych i w tym roku został znacjonalizowany. Studiują na nim głównie przedstawiciele szwedzkojęzycznej mniejszości.